# ميوزك تو بي ميرديرد باي
ميوزك تو بي ميرديرد باي (بالإنجليزية: Music to Be Murdered By)‏هو ألبوم الاستوديو الحادي عشر لمغني الراب الأمريكي إيمينيم. تم إصداره في 17 يناير 2020 بواسطة شدي ريكوردز وافترماث للترفيه وانتر سكوب ريكوردز. تم إصداره بدون إعلان مسبق، بطريقة مشابهة لألبومه الاستوديو السابق كاميكازي (2018). تم إنتاج الألبوم بواسطة إمنينم والدكتور دري، من بين منتجين آخرين. ويتميز بظهور ضيوف من سكيلر كاري. عنوان الألبوم، وفن الغلاف، والمفهوم مستوحى من ألفريد هيتشكوك وألبوم الكلمات المنطوقة لجيف ألكسندر عام 1958 ألفريد هيتشكوك يقدم الموسيقى لقتلها . تم دعم الألبوم بأغنيتين فرديتين: " Darkness " و " Godzilla ". إلى جانب الإصدار المفاجئ للألبوم، أصدر Eminem أيضًا الفيديو الموسيقي لـ "Darkness"، والذي يدور حول إطلاق النار في لاس فيغاس 2017 من وجهة نظر الجاني ستيفن بادوك بالتناوب مع إيمينيم.

## العنوان والغلاف

يقدم ألفريد هيتشكوك الموسيقى لقتلها ، والتي ألهمت عنوان هذا الألبوم والغطاء البديل

يشترك عنوان الألبوم وفن الغلاف البديل في نفس مفهوم ألبوم عام 1958 Alfred Hitchcock Presents Music to Be Murdered By ، والذي يتخلل صوت الفكاهة السخيفة والمظلمة للمخرج ألفريد هيتشكوك في عزف سهل الاستماع نظمه جيف ألكسندر. قام إيمينيم بتغريد صورة غلاف الألبوم لعام 1958 الذي يظهر فيه هيتشكوك وهو يحمل فأسًا ومسدسًا على رأسه وذكر أن غلاف ألبومه البديل «مستوحى من السيد العم ألفريد!»  تم أخذ عينات صوت هيتشكوك من ألبوم عام 1958 في فواصل «ألفريد» و «ألفريد (أوترو)» وبداية مسار «ليتل إنجن». تنتهي ألبومات 1958 و 2020 بقول هيتشكوك: «إذا لم تكن قد قتلت، لا يمكنني إلا أن أقول لك حظًا أفضل في المرة القادمة. إذا كنت، تصبح على خير، أينما كنت.»  ربط مارك بيتش من مجلة فوربس الغلاف البديل بمفهوم هذا الألبوم للقتل والعنف.
ظهر الألبوم في المرتبة الأولى في بلدان أخرى. أصبح ألبوم Eminem الحادي عشر رقم واحد في كندا، بينما ظهر لأول مرة على قمة مخطط الألبومات الكندية مع 33000 وحدة مكافئة للألبوم. ظل الألبوم في المركز الأول في كندا لمدة أربعة أسابيع متتالية، وهو الأطول لألبوم Eminem منذ الاسترداد . دخلت أيضًا في المرتبة الأولى على مخطط ألبومات المملكة المتحدة بمبيعات الأسبوع الأول التي بلغت 36000 وحدة مكافئة للألبوم، مما جعل Eminem أول فنان يصدر 10 ألبومات متتالية رقم واحد في المملكة المتحدة. كما حقق ضعفًا في الرسم البياني مع ظهور Godzilla لأول مرة في المركز الأول على مخطط الفردي في المملكة المتحدة.